# Loricata
Loricata je klada gmizavaca arhosaurusa koji uključuje krokodile i neke od njihovih trijaskih srodnika, kao što su Postosuchus i Prestosuchus. Tačnije, Loricata uključuje Crocodylomorpha (persistentan podset arhosaurusa kojoj krokodili pripadaju) i većinu Rauisuchia, parafiletski razred velikih kopnenih pseudosuhija koji su bili živi u trijaskom periodu i koji su bili preci krokodilomorfa.